# Seis de Enero de Mil Novecientos Quince
Seis de Enero de Mil Novecientos Quince är en ort i Mexiko.   Den ligger i kommunen Cuauhtémoc och delstaten Chihuahua, i den nordvästra delen av landet, 1 300 km nordväst om huvudstaden Mexico City. Seis de Enero de Mil Novecientos Quince ligger 2 190 meter över havet och antalet invånare är 172.
Terrängen runt Seis de Enero de Mil Novecientos Quince är platt åt nordost, men åt sydväst är den kuperad. Runt Seis de Enero de Mil Novecientos Quince är det mycket glesbefolkat, med 4 invånare per kvadratkilometer. Närmaste större samhälle är Cuauhtémoc, 14,4 km nordost om Seis de Enero de Mil Novecientos Quince. Omgivningarna runt Seis de Enero de Mil Novecientos Quince är i huvudsak ett öppet busklandskap.